# Warnungs
Warnungs ist eine Katastralgemeinde und ein Ort in der Marktgemeinde Vitis, Bezirk Waidhofen an der Thaya. 2024 verfügte der Ort über eine Bevölkerung von 63 Personen.

## Lage
Die Katastralgemeinde Warnungs liegt im äußersten Süden des Gemeindegebietes von Vitis und ist lediglich im Norden an das Gemeindegebiet von Vitis angebunden, wobei Warnungs an die Katastralgemeinde Kleinschönau grenzt. Im Osten grenzt Warnungs an die Gemeinde Echsenbach (Katastralgemeinde Wolfenstein), im Süden an die Gemeinde Zwettl-Niederösterreich (Katastralgemeinden Niederglobnitz und Ottenschlag und Bösenneunzen) und im Westen an die Gemeinde Kirchberg am Walde (Katastralgemeinden Süßenbach und Hollenstein).
Der Ort Warnungs ist verkehrstechnisch über eine Straße angebunden, die von Süßenbach über Warnungs nach Wolfenstein führt und dort in die Zwettler Straße (B 36) mündet. Bei dem Ort selbst handelt es sich um ein Angerdorf, das im Westen der Katastralgemeinde liegt. Im Norden der Katastralgemeinde liegen zudem eine ehemalige Hammerschmiede und die ehemalige Gerhartsmühle, südlich von Warnungs befindet sich die Warnungshöfe mit dem Hofteich und dem sich südöstlich anschließenden Ganzwald.

## Geschichte
Der Ortsname Warnungs wurde urkundlich erstmals im Jahr 1200 als „Warmundes“ erwähnt, wobei es sich bei dem Ortsnamen um einen genitivischer Ortsname handelt, der sich vom Personennamen Waramunt ableitet. Die Ortschaft gehörte ursprünglich mitsamt seiner Grund-, Orts- und Landesgerichtsobrigkeit zur Herrschaft Kirchberg am Walde, wobei jedoch im Mittelalter vorübergehend durch Schenkungen auch herrschaftlichen Rechten an das Stift Zwettl fielen. So besaß Stift Zwettl 1280 fünf  Hofstätten und die Dorfmühle, 1321 sechs Lehen, eine öde Hofstatt und die Mühle. 1596 kam es zu einem Bauernaufstand der Warnunger Bauern gegen die Herrschaft Kirchberg, wobei der Reichsherold die Bauern am 1. Jänner 1597 aufforderte, die Waffen niederzulegen.
Bis 31. Dezember 1971 war Warnungs eine eigene Gemeinde, der auch der Ort Ottenschlag angehörte. Zum 1. Jänner 1972 wurde die Gemeinde Warnungs aufgelöst und Warnungs in die Marktgemeinde Vitis eingemeindet, Ottenschlag kam zur Stadt Zwettl.
Pfarrlich gehörte Warnungs ursprünglich zu Kirchberg am Wald, fiel jedoch nach der Errichtung der Pfarre Süßenbach im Jahre 1784 in deren Pfarrgebiet. In der Folge wurde 1874 eine Kapelle errichtet, die dem Heiligen Fabian und dem Heiligen Sebastian geweiht wurde. Die 1928 noch in Betrieb befindliche Mühle wurde wie alle übrigen Mühlen der Gemeinde stillgelegt.
Das Wachstum des Ortes war über die Jahrhunderte gering. 1590/91 bestand die Ortschaft aus 18 Häusern, 1900 waren es 23. Im Jahr 2000 war der Ort auf 22 Häuser geschrumpft, wobei auch die Einwohnerzahlen seit dem Beginn des 20. Jahrhunderts rückläufig sind.
Im politischen Bereich dominiert die Österreichische Volkspartei (ÖVP) analog zur Gemeindeebene die Wahlergebnisse. So erreichte die ÖVP im Wahlsprengel Warnungs bei der Gemeinderatswahl 2010 85 % (Gemeindeergebnis: 70 %) und die Sozialdemokratische Partei Österreichs (SPÖ) 15 % (Gemeindeergebnis: 30 %). 2005 hatte die ÖVP lediglich 64 % erreicht.

## Bauwerke
Bei der Ortschaft Warnungs handelt es sich um ein Doppelreihendorf an einem abfallenden Gelände mit angerartigen Verbreiterung. Die Drei- und Vierseithöfe verfügen zum Teil über schlichte Putzfassaden. Die 1874 erbaute, zweijochige Ortskapelle wurde im neugotischen Stil errichtet und hat eine dreiseitige Apsis. Äußerlich treten zudem das Steinportal und die spitzbogigen, gefaschten Fenster sowie ein Dachreiter hervor. Der Altar der Kapelle stammt aus dem 19. Jahrhundert, das Altarblatt zeigt die Krönung Marias. Neben der Kapelle ist in Warnungs auch die Gebhartsmühle mit einem Wohngebäude aus dem zweiten Viertel des 19. Jahrhunderts und die nahe Wegkapelle, ebenfalls aus dem 19. Jahrhundert erwähnenswert.

## Persönlichkeiten
- Angelika Kaufmann (* 1935), Illustratorin; lebt u. a. in Warnungs.